# Aphanostephus
Aphanostephus es un género de plantas con flores perteneciente a la familia Asteraceae, nativo de América. Comprende 17 especies descritas y de estas, solo 8 aceptadas.

## Taxonomía
El género fue descrito por Augustin Pyrame de Candolle y publicado en Prodromus Systematis Naturalis Regni Vegetabilis 5: 310. 1836.

## Especies
A continuación se brinda un listado de las especies del género Aphanostephus aceptadas hasta junio de 2011, ordenadas alfabéticamente. Para cada una se indica el nombre binomial seguido del autor, abreviado según las convenciones y usos.
- Aphanostephus jaliscensis Shinners
- Aphanostephus pachyrrhizus Shinners
- Aphanostephus perennis Wooton & Standl.
- Aphanostephus pilosus Buckley
- Aphanostephus pinulensis J.M.Coult. ex Donn.Sm.
- Aphanostephus ramosissimus DC.
- Aphanostephus riddellii Torr. & A.Gray
- Aphanostephus skirrhobasis (DC.) Trel.